# Homosexualität in Slowenien

Slowenien

Slowenien ist im Thema Homosexualität ein eher liberales mitteleuropäisches Land. Seit 2022 sind gleichgeschlechtliche Partnerschaften im Eherecht gleichgestellt.

## Legalität
Unter dem Strafgesetzbuch vom 30. Juni 1959 waren homosexuelle Handlungen unter Männern im damaligen Jugoslawien strafbar. In den 1970ern erhielten die einzelnen Regionen des Staates Jugoslawien die Gesetzeskompetenz im Strafrecht. 1976 wurde ein neues Strafgesetzbuch für die Region Slowenien verabschiedet, das 1977 in Kraft trat. Das neue Strafrecht legalisierte homosexuelle Handlungen. Eine Illegalität sexueller Handlungen unter Frauen bestand bereits zuvor nicht. Das Schutzalter liegt einheitlich bei 14 Jahren.

## Antidiskriminierungsgesetze
Seit 1998 ist die Diskriminierung aufgrund der sexuellen Orientierung am Arbeitsplatz verboten. Homosexuelle Menschen können im Militär dienen.

## Anerkennung gleichgeschlechtlicher Partnerschaften und Ehen
Ab dem 23. Juli 2006 waren Eingetragene Partnerschaften in Slowenien erlaubt. Im slowenischen Parlament beriet die Regierung 2009 eine Gesetzesinitiative zur Einführung der gleichgeschlechtlichen Ehe. Eine Gleichstellung beim Adoptionsrecht war ebenfalls geplant. Im Juni 2011 konnte sich die Regierung nur auf den Ausbau der Rechte von Lebenspartnerschaften inklusive Stiefkindadoption einigen und dies parlamentarisch verabschieden. In einem Referendum im März 2012 wurde das neue Familienrecht gekippt, die Stiefkindadoption hatte aber trotz des ablehnendem Referendum danach noch gesetzlichen Bestand.
Am 3. März 2015 verabschiedete das slowenische Parlament ein Gesetz, das gleichgeschlechtlichen Paaren eine vollwertige Ehe ermöglichte. Somit war Slowenien das erste postkommunistische Land, das so ein Gesetz verabschiedet hat.  Am 20. Dezember 2015 wurde dieses Gesetz durch ein Referendum mit 63,5 Prozent der Stimmen außer Kraft gesetzt.
Am 24. Februar 2017 trat ein Gesetz in Kraft, das die gleichgeschlechtliche Partnerschaft der Ehe fast gleichstellte. Das Gesetz war zehn Monate zuvor mit 54 zu 15 Stimmen im Parlament verabschiedet worden und räumte gleichgeschlechtlichen Ehepaaren weitgehend die gleichen Rechte wie gemischtgeschlechtlichen ein. Eine Adoption von Kindern aus einer vorherigen Partnerschaft wurde möglich, nicht jedoch die Adoption fremder Kinder.
Mit einer Entscheidung am 16. Juni 2022 stellte das Verfassungsgericht des Landes homosexuelle Paare bei Eheschließungen und Adoptionen den heterosexuellen gleich.

## Gesellschaftliche Situation
Eine kleine homosexuelle Gesellschaft findet sich vorrangig in der Hauptstadt Ljubljana. Aufgrund der geringen Bevölkerungsanzahl des Landes konzentriert sich dort das Leben von LGBT-Personen. Seit 1984 ist in der Hauptstadt eine Lesben- und Schwulenbewegung aktiv, als sich die LGBT-Organisation MAGNUS (homosexuelle Sektion vom Students Cultural Centre, ŠKUC) gründete. 1985 gründete sich die lesbische Organisation Lilit, der als Nachfolgeorganisation die lesbische Organisation LL folgte. 1990 gründeten LL und MAGNUS gemeinsam die LGBT-Organisation Roza Klub.